# シーダーヒルズ・クロシング
シーダーヒルズ・クロシング（英: Cedar Hills Crossing）は、アメリカ合衆国オレゴン州ビーバートンの市内にある小売ショッピングモール。以前はビーバートン・モール（英: Beaverton Mall）という名称だった。このショッピングモールは、かつて1920年代から1930年代という早い時期に航空機の技術革新が行われていた「バーナーズ空港」の所在地だったことで知られる。
創業は1969年で、所在地はSWシーダーヒルズ・ブルバードとジェンキンズ・ロードの交差点付近である。1980年代、この土地において土壌への化学物質排出が行われていることが明らかになった。モールの店舗や周辺住民の安全が危惧されたことから、他の環境因子と併せて、この排出物質に関する厳しい調査が行われた。その結果、少なくとも1970年から1990年にかけて（排出が行われていた時期も含めて）、地域政府が定めた環境規制の基準は超えていないことが明らかになった。
今日、モール内には「パウエルズ・ブックス」の支店がある。

## 歴史
モールが建設される前、この土地はワッツ空港（後にバーナーズ空港）と呼ばれた小さな空港の所在地であった。2002年、ビーバートン・モールのテナントや運営者は、地域の道路基本計画にあった、ビーバートン・モールを貫通し、フェアフィールドとターナンを結ぶ連絡道路の建設案の廃止に成功した。